# Кахеня, Паулина
Паулина Ньери Кахеня — кенийская бегунья на длинные дистанции. Чемпионка Африки 2011 года по кроссу в командном первенстве. На чемпионате мира по полумарафону 2012 года заняла 6-е место в личном первенстве и 2-е место в командном зачёте. Победительница Парижского полумарафона 2012 года с рекордом трассы — 1:07.55.
Заняла 4-е место на Лиссабонском полумарафоне 2011 года заняла 4-е место с результатом 1:08.55 .
В настоящее время отбывает дисквалификацию на 1 года в период с 22 апреля 2013 по 21 апреля 2014.